# 杜拜 (政權)

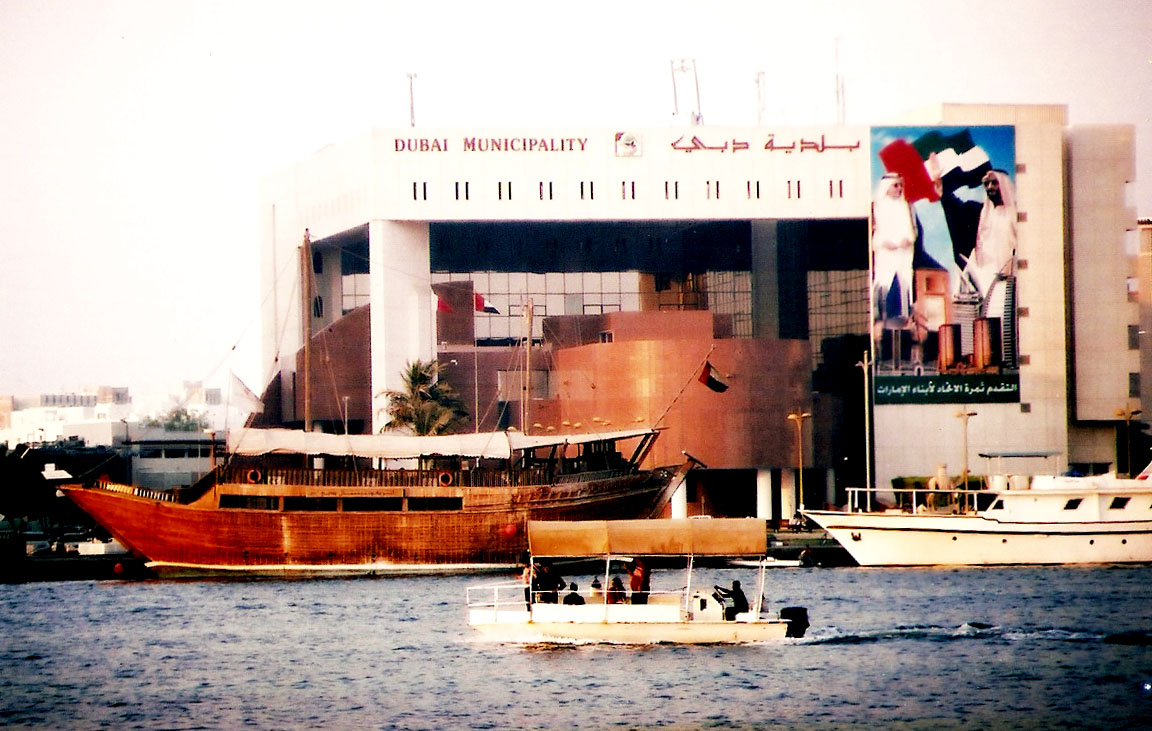
位於杜拜迪拉的杜拜基層政權大廈。

杜拜 (阿拉伯语：‎) 是一個基層政權，掌管阿聯酋杜拜酋長國的司法管轄權。這個基層政權於1954年成立，由杜拜皇儲Rashid bin Saeed Al Maktoum建立。2001年，這個基層政權著手建立電子政府項目，透過其網站提供40項網上城市服務。

## 外部連結
- 杜拜政權 官網
- 杜拜基層政權 （页面存档备份，存于） 電子政府網

25°15′52″N 55°18′42″E / 25.26444°N 55.31167°E